# Obrh pri Dragatušu
Óbrh pri Dragatúšu je naselje v Sloveniji, kjer je eden od izvirov (imenovan Obrh) potoka Podturnščica, pritoka Lahinje.

## Zgodovina
Vaška cerkev, posvečena sv. Lovrencu, spada pod Dragatuško župnijo. V pisnih dokumentih je bila prvič omenjena leta 1427. V notranjosti je ohranjenih nekaj slik iz 16. stoletja.

## Geografija
Povprečna nadmorska višina naselja je 172 m.
Pomembnejša bližnja naselja so: Dragatuš (1 km) in Črnomelj (9 km).
V vasi se nahaja cerkev sv. Lovrenca.